# Tenagomysis tasmaniae
Tenagomysis tasmaniae är en kräftdjursart som beskrevs av Fenton 1991. Tenagomysis tasmaniae ingår i släktet Tenagomysis och familjen Mysidae. Inga underarter finns listade i Catalogue of Life.